# Hormonella preventivmedel
Hormonella preventivmedel är ett samlingsnamn för de preventivmedel som består av hormoner i syfta att påverka en kvinnas menstruationscykel på så sätt att hon under behandlingen inte kan bli med barn. Detta inkluderar kombinerade p-piller, minipiller, p-stav, hormonspiral, p-ring och p-plåster. Exempel på preventivmedel och preventivmedelsmetoder som inte innehåller hormoner är kopparspiral, kondom, pessar, p-dator och naturlig familjeplanering.
Många kvinnor upplever starka biverkningar av hormonella preventivmedel, kanske framförallt kombinerade p-piller. Detta har på senare år lett till ett uppsving för alternativa och icke-hormoniella sätt att undvika graviditet. Dock besitter många av de hormonella preventivmedlen ett högt Pearl-Index vid perfekt användande vilket gör att de fortfarande i hög grad rekommenderas till kvinnor som vill undvika graviditet.
Det forskas även på hormonella preventivmedel för män. 